# Gauliga Württemberg 1939/40
Die Gauliga Württemberg 1939/40 (offiziell: Sportbereichsklasse Württemberg) war die siebte Spielzeit der Gauliga Württemberg im Fußball. Wegen des Ausbruchs des Zweiten Weltkriegs wurde die Meisterschaft nach dem ersten Spieltag im September 1939 ausgesetzt und regionale Übergangsrunden ausgespielt. Am 26. November wurde schließlich der Gauligaspielbetrieb doch noch aufgenommen, anstatt der gewohnten Zehnerliga wurde die Bereichsklasse aber aufgrund von Transportproblemen sowie des verspäteten Beginns in zwei Staffeln zu je sechs Mannschaften eingeteilt, wobei die Absteiger der Vorsaison, die SpVgg Cannstatt und der SV Feuerbach, ebenfalls mit einbezogen wurden und dadurch weiterhin erstklassig blieben. Der Sieger und die zweitplatzierte Mannschaft der beiden Staffeln qualifizierten sich für die Endrunde um die württembergische Bereichsmeisterschaft, welche die Stuttgarter Kickers mit einem Punkt Vorsprung auf den VfB Stuttgart für sich entscheiden konnte. Als Württembergischer Meister qualifizierten sich die Kickers für die Endrunde um die deutsche Meisterschaft, wo sie als Vorrundendritter ausschieden.
Absteigen mussten der FV Zuffenhausen und der VfL Sindelfingen als letztplatzierte Mannschaften der beiden württembergischen Staffeln. Den Aufstieg in die ab 1940/41 wieder eingleisig spielende Gauliga schafften der die SpVgg Untertürkheim sowie Vorjahresabsteiger Sportfreunde Esslingen. In der Aufstiegsrunde der Bezirksklassensieger setzte sich Untertürkheim in Gruppe 1 gegen die SpVgg 07 Ludwigsburg und den SV Spaichingen durch. Esslingen wurde Sieger der Aufstiegsgruppe 2 vor Eintracht Neu-Ulm und dem 1. FC Eislingen.

## Abschlusstabelle

### Staffel 1

#### Kreuztabelle
Die Kreuztabelle stellt die Ergebnisse aller Spiele dieser Saison dar. Die Heimmannschaft ist in der linken Spalte, die Gastmannschaft in der oberen Zeile aufgelistet.
| 1939/40         | VfB Stuttgart | Stuttgarter SC | SV Feuerbach | 1. SSV Ulm | VfR Aalen | FV Zuffenhausen |
| --------------- | ------------- | -------------- | ------------ | ---------- | --------- | --------------- |
| VfB Stuttgart   |               | 2:2            | 3:1          | 1:0        | 4:2       | 10:1            |
| Stuttgarter SC  | 2:3           |                | 1:2          | 4:1        | 4:2       | 2:1             |
| SV Feuerbach    | 1:3           | 2:6            |              | 3:1        | 1:2       | 4:1             |
| 1. SSV Ulm      | 0:3           | 6:1            | 1:2          |            | 1:0       | 8:2             |
| VfR Aalen       | 2:10          | 1:2            | 1:1          | 0:6        |           | 3:2             |
| FV Zuffenhausen | 1:4           | 2:4            | 0:3          | 4:0        | 2:2       |                 |

#### Tabelle
| Pl. | Verein          | Sp. | S | U | N | Tore    | Quote | Punkte |
| --- | --------------- | --- | - | - | - | ------- | ----- | ------ |
| 1.  | VfB Stuttgart   | 10  | 9 | 1 | 0 | 043:120 | 3,58  | 19:10  |
| 2.  | Stuttgarter SC  | 10  | 6 | 1 | 3 | 028:220 | 1,27  | 13:70  |
| 3.  | SV Feuerbach    | 10  | 5 | 1 | 4 | 020:190 | 1,05  | 11:90  |
| 4.  | SSV Ulm         | 10  | 4 | 0 | 6 | 024:200 | 1,20  | 08:12  |
| 5.  | VfR Aalen (N)   | 10  | 2 | 2 | 6 | 015:330 | 0,45  | 06:14  |
| 6.  | FV Zuffenhausen | 10  | 1 | 1 | 8 | 016:400 | 0,40  | 03:17  |

| (N) | Aufsteiger aus der Bezirksklasse |

### Staffel 2

#### Kreuztabelle
Die Kreuztabelle stellt die Ergebnisse aller Spiele dieser Saison dar. Die Heimmannschaft ist in der linken Spalte, die Gastmannschaft in der oberen Zeile aufgelistet.
| 1939/40                | Stuttgarter Kickers | Sportfreunde Stuttgart | Union Böckingen | TSG Ulm 1846 | SpVgg Cannstatt | VfL Sindelfingen |
| ---------------------- | ------------------- | ---------------------- | --------------- | ------------ | --------------- | ---------------- |
| Stuttgarter Kickers    |                     | 3:1                    | 6:0             | 2:0          | 9:0             | 5:2              |
| Sportfreunde Stuttgart | 1:0                 |                        | 9:2             | 4:0          | 9:1             | 5:1              |
| Union Böckingen        | 2:3                 | 3:7                    |                 | 0:0 *        | 2:0             | 8:2              |
| TSG Ulm 1846           | 0:7                 | 1:3                    | 0:0 *           |              | 0:2             | 4:1              |
| SpVgg Cannstatt        | 0:6                 | 1:2                    | 4:3             | 2:2          |                 | 7:4              |
| VfL Sindelfingen       | 2:6                 | 3:5                    | 2:8             | 1:4          | 5:2             |                  |

#### Tabelle
| Pl. | Verein                  | Sp. | S | U | N | Tore    | Quote | Punkte |
| --- | ----------------------- | --- | - | - | - | ------- | ----- | ------ |
| 1.  | Stuttgarter Kickers (M) | 10  | 9 | 0 | 1 | 047:800 | 5,88  | 18:20  |
| 2.  | Sportfreunde Stuttgart  | 10  | 9 | 0 | 1 | 046:150 | 3,07  | 18:20  |
| 3.  | Union Böckingen         | 10  | 4 | 0 | 6 | 028:340 | 0,82  | 08:12  |
| 4.  | TSG Ulm 1846            | 10  | 3 | 1 | 6 | 015:230 | 0,65  | 07:13  |
| 5.  | SpVgg Cannstatt         | 10  | 3 | 1 | 6 | 019:420 | 0,45  | 07:13  |
| 6.  | VfL Sindelfingen (N)    | 10  | 1 | 0 | 9 | 025:580 | 0,43  | 02:18  |

| (M) | Titelverteidiger                 |
| (N) | Aufsteiger aus der Bezirksklasse |

### Endrunde um die Meisterschaft

#### Kreuztabelle
Die Kreuztabelle stellt die Ergebnisse aller Spiele dieser Saison dar. Die Heimmannschaft ist in der linken Spalte, die Gastmannschaft in der oberen Zeile aufgelistet.
| 1939/40                | Stuttgarter Kickers | VfB Stuttgart | Sportfreunde Stuttgart | Stuttgarter SC |
| ---------------------- | ------------------- | ------------- | ---------------------- | -------------- |
| Stuttgarter Kickers    |                     | 3:1           | 5:0                    | 8:0            |
| VfB Stuttgart          | 5:4                 |               | 3:1                    | 1:1            |
| Sportfreunde Stuttgart | 2:3                 | 1:3           |                        | 3:1            |
| Stuttgarter SC         | 1:4                 | 2:5           | 2:3                    |                |

#### Tabelle
| Pl. | Verein                  | Sp. | S | U | N | Tore    | Quote | Punkte |
| --- | ----------------------- | --- | - | - | - | ------- | ----- | ------ |
| 1.  | Stuttgarter Kickers (M) | 6   | 5 | 0 | 1 | 027:900 | 3,00  | 10:20  |
| 2.  | VfB Stuttgart           | 6   | 4 | 1 | 1 | 018:120 | 1,50  | 09:30  |
| 3.  | Sportfreunde Stuttgart  | 6   | 2 | 0 | 4 | 010:170 | 0,59  | 04:80  |
| 4.  | Stuttgarter SC          | 6   | 0 | 1 | 5 | 007:240 | 0,29  | 01:11  |

## Aufstiegsrunde
Qualifiziert waren die sechs Abteilungsmeister aus der Fußball-Bezirksklasse Württemberg 1939/40.

### Gruppe I
Kreuztabelle
| 1939/40                | ESS | EIN | 1. FC Eislingen |
| ---------------------- | --- | --- | --------------- |
| Sportfreunde Esslingen |     | 2:2 | 4:2             |
| Eintracht Neu-Ulm      | 1:5 |     | 4:2             |
| 1. FC Eislingen        | 0:1 | 0:1 |                 |

Abschlusstabelle
| Pl. | Verein                                            | Sp. | S | U | N | Tore    | Quote | Punkte |
| --- | ------------------------------------------------- | --- | - | - | - | ------- | ----- | ------ |
| 1.  | Sportfreunde Esslingen (Sieger Abteilung Zollern) | 4   | 3 | 1 | 0 | 012:500 | 2,40  | 07:10  |
| 2.  | Eintracht Neu-Ulm (Sieger Abteilung Ulm-Bodensee) | 4   | 2 | 1 | 1 | 008:900 | 0,89  | 05:30  |
| 3.  | 1. FC Eislingen (Sieger Abteilung Alb)            | 4   | 0 | 0 | 4 | 004:100 | 0,40  | 0:80   |

### Gruppe II
Kreuztabelle
| 1939/40              | UTÜ | LUD | SV Spaichingen |
| -------------------- | --- | --- | -------------- |
| SpVgg Untertürkheim  |     | 1:0 | 4:3            |
| SpVgg 07 Ludwigsburg | 3:2 |     | 5:2            |
| SV Spaichingen       | 3:6 | 2:1 |                |

Abschlusstabelle
| Pl. | Verein                                            | Sp. | S | U | N | Tore    | Quote | Punkte |
| --- | ------------------------------------------------- | --- | - | - | - | ------- | ----- | ------ |
| 1.  | SpVgg Untertürkheim (Sieger Abteilung Stuttgart)  | 4   | 3 | 0 | 1 | 013:900 | 1,44  | 06:20  |
| 2.  | SpVgg 07 Ludwigsburg (Sieger Abteilung Unterland) | 4   | 2 | 0 | 2 | 009:700 | 1,29  | 04:40  |
| 3.  | SV Spaichingen (Sieger Abteilung Schwarzwald)     | 4   | 1 | 0 | 3 | 010:160 | 0,63  | 02:60  |